# Stevan Javellana
Stevan Javellana (1918 - 1977) a fost un scriitor filipinez ce a scris în limba engleză.